# مخمر

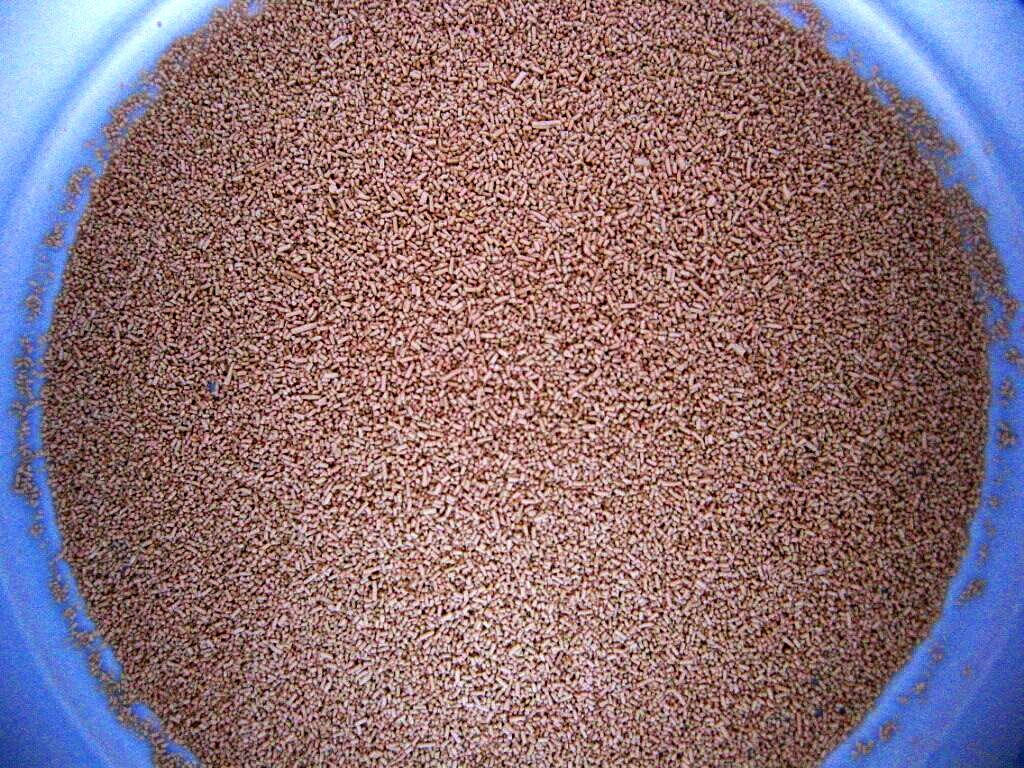
نمونه‌ای از یک مخمر خشک

مُخَمِّرها (به انگلیسی: Yeasts)‌ دسته‌ای از یوکاریوت‌های تک‌سلولی هستند که در فرمانرو قارچ‌ها و شاخه آسکومیست‌ها دسته‌بندی می‌شوند. برخی از گونه‌های مخمر توانایی ایجاد ویژگی‌های چند سلولی را با تشکیل رشته‌هایی از سلول‌های جوانه‌زن متصل به نام شبه‌هیف یا هیف کاذب دارند، یا به سرعت به یک خوشه چند سلولی با  اندامک‌های سلولی عملکرد. تخمین زده می‌شود که یک درصد از همه گونه‌های قارچی را تشکیل می‌دهند. معروف‌ترین آن‌ها ساکارومایسس سرویزیه نام دارد که به مخمر نان نیز معروف است و در تخمیر الکلی خمیر نان و آبجو و دیگر منابع کربوهیدراتی نقش دارد. در طی این فرایند مخمر با تغذیه از قند، الکل و دی‌اکسید کربن تولید می‌کند. مخمرها اغلب به روش تقسیم سلولی (جوانه زدن) تکثیر می‌شوند ولی ممکن است تکثیر جنسی (حاصل ادغام دو سلول) نیز داشته باشند.
ساکارومایسس بایانوس و ساکارومایس سرویزیه یا مخمر نان در ساخت شراب کاربرد دارد و ساکارومایسس بولاردی در پزشکی کاربرد دارد. کاندیدا آلبیکنس از مخمرهای بیماری‌زا است که ایجاد کاندیدیازیس می‌کند. از دیگر مخمرها می‌توان به پیچیا و شیزومایسس پومبه اشاره کرد. از مخمر نان برای تغذیه ارتمیا نیز استفاده می‌شود.
این نوع مخمرها در شراب‌گیری نیز کاربرد دارند. البته این ماده برای بدن مفید نیست.